# Deckenia nobilis
Deckenia nobilis o palma deckenia es una especie de palmera de la familia Arecaceae. El género Deckenia es monotípico. Es endémica de las Seychelles. Y está amenazada por pérdida de hábitat.

## Descripción y ecología
Prospera en laderas y cumbres empinadas, excluyendo en ciertas condiciones, cualquier otro tipo de vegetación. Fuste muy alto, delgado y liso, mide más de 30 m de altura. Su capitel blanquecino soporta una copa de inmensas hojas pinnadas. Tiene muy fuertes espinas amarillentas, a la madurez las pierde. La inflorescencia tiene el pedúnculo de la flor oculto en una bráctea, muy espinosa, que se desprende produciendo ramas en floración cuando se encuentra desarrollada del todo.
Es una palmera de clima húmedo,  tropical. Funciona bien en cultivo para planta ornamental, de rápido crecimiento y apariencia delicada.

## Taxonomía
Deckenia nobilis fue descrita por H.Wendl. ex Seem.  y publicado en The Gardeners' Chronicle & Agricultural Gazette 1870: 561, f. 103. 1870.
Sinonimia
- Iriartea nobilis (H.Wendl. ex Seem.) N.E.Br. (1882).[3][4][5]